# Shelby (Wisconsin)
Shelby es un pueblo ubicado en el condado de La Crosse en el estado estadounidense de Wisconsin. En el Censo de 2010 tenía una población de 4715 habitantes y una densidad poblacional de 63,42 personas por km².

## Geografía
Shelby se encuentra ubicado en las coordenadas 43°46′9″N 91°10′54″O / 43.76917, -91.18167. Según la Oficina del Censo de los Estados Unidos, Shelby tiene una superficie total de 74.35 km², de la cual 64.58 km² corresponden a tierra firme y (13.14%) 9.77 km² es agua.

## Demografía
Según el censo de 2010, había 4715 personas residiendo en Shelby. La densidad de población era de 63,42 hab./km². De los 4715 habitantes, Shelby estaba compuesto por el 96.01% blancos, el 0.62% eran afroamericanos, el 0.36% eran amerindios, el 1.89% eran asiáticos, el 0% eran isleños del Pacífico, el 0.19% eran de otras razas y el 0.93% pertenecían a dos o más razas. Del total de la población el 0.95% eran hispanos o latinos de cualquier raza.